# María Belén Pérez Maurice
María Belén Pérez Maurice   (San Nicolás de los Arroyos, 12 de juliol de 1985) és una model i esgrimista argentina, campiona panamericana el 2014 i única representant en aquest esport de l'Argentina durant l'olimpíada d'Estiu de 2012 a Londres.

## Carrera
Pérez Maurice va començar a practicar l'esgrima esportiva a l'edat de tretze, instigada per la seva mare, que va ser una esgrimista amateur. Havia començat prèviament una carrera com a model de moda que, al principi, l'atreia més. Va ser motivada després de la seva primera victòria que Belén es va interessar més en aquest esport. Entrenava en les instal·lacions del Cercle Militar de Buenos Aires –el seu pare és un coronel de l'Exèrcit Argentí– a les ordres de Lucas Saucedo, qui continua entrenant-la fins avui.
Primer va competir amb floret clos, categoria en la qual que va aconseguir els quarts de final en la Copa Mundial de Buenos Aires el 2006. Després, per a la temporada 2006-07, es va canviar de categoria passant a competir amb sabre. Fins llavors s'havia dedicat al modelat de forma paral·lela a la seva carrera esportiva, encara que va decidir abandonar-ho per falta de temps. El 2011 va guanyar dos tornejos satèl·lit i després una medalla de bronze als Panamericans. Aquests resultats li van valer qualificar per l'olimpíada d'Estiu com una de les dues millors mitjanes de la zona americana. És la primera argentina a obtenir accés Olímpic a través dels rànquings FIE. Allí va caure 15–12 en la primera ronda contra Gioia Marzocca, d'Itàlia, i va acabar 21a. La temporada 2013–14 va guanyar la medalla d'or en els Panamericans de San José, després de derrotar la campiona Olímpica Mariel Žagunis a la final. Va acabar la temporada en el lloc 16è del rànquing mundial, després de fer-se amb un històric bronze en el Grand Prix de Nova York. Després María Belén va sumar una altra medalla de bronze als Jocs Panamericans de 2015 a Toronto, Canadà, que li va valer un bitllet per participar en els Jocs Olímpics de 2016 a Rio de Janeiro.

## Activitats extradeportivas
A més de la seva activitat esportiva, Pérez Maurice es dedica a estudiar enginyeria alimentària en la Universitat Argentina de l'Empresa i és suboficial de l'Exèrcit Argentí, en el rang de cap.